# MJAA
L'Aliança Jueva Messiànica d'Amèrica (en anglès: Messianic Jewish Alliance of America) (MJAA), va ser fundada en 1915 amb el nom d'Aliança Hebrea Cristiana d'Amèrica.

## Història[calcitació]
L'Aliança Hebrea Cristiana d'Amèrica va començar a principis del segle xix com una missió cristiana per als jueus. L'organització era patrocinada pel reverend reformista Philip Milledoler, de l'Església Reformada Holandesa.
Els seus esforços notables van portar a la formació en desembre de 1816, de la primera missió cristiana americana per als jueus. La missió religiosa va ser incorporada el dia 14 d'abril de 1820, amb el nom de Societat Americana per la Millora de la Condició dels Jueus. Tanmateix, hi havia pocs jueus als Estats Units d'Amèrica en aquella època, i l'organització era dirigida per líders de diverses denominacions cristianes.
l'Aliança Hebrea Cristiana de la Gran Bretanya, era una organització fundada pel reverend protestant Carl Schwartz en 1866. Diversos grups cristians independents, es van aplegar per formar l'Aliança Hebrea Cristiana dels Estats Units en 1905. L'Aliança Cristiana Internacional Hebrea, fundada en 1925, va ser establerta com el resultat d'una iniciativa conjunta de l'Aliança Hebrea Cristiana d'Amèrica, i de l'Aliança Cristiana Hebrea de la Gran Bretanya.

## Organització juvenil
La Jove Aliança Jueva Messiànica (en anglès: Young Messianic Jewish Alliance) (YMJA) es una organització nacional de joves jueus messiànics, per a joves d'entre 13 i 30 anys. La YMJA és la secció juvenil de l'Aliança Jueva Messiànica d'Amèrica.

## Altres organitzacions
- Ministeri de l'Església Entre el Poble Jueu (en anglès: Christian Ministry Among Jewish People), és una organització de l'Església Anglicana, anteriorment el seu nom era: Societat dels Jueus de Londres, (en anglès: London Jew's Society).
- Moviment Hebreu Cristià, és un nom que serveix per definir a diverses organitzacions hebrees cristianes independents que es van formar durant el segle xix.